# Melipotis albiterminalis
Melipotis albiterminalis är en fjärilsart som beskrevs av Max Wilhelm Karl Draudt och M.Gaede 1944. Melipotis albiterminalis ingår i släktet Melipotis och familjen nattflyn. Inga underarter finns listade i Catalogue of Life.